# Горюнов, Михаил Михайлович
Михаи́л Миха́йлович Горюно́в (1912—1991) — советский конструктор вооружений, один из участников создания пулемёта СГ-43.

## Биография
Родился 23 января 1912 года в деревне Каменка Коломенского уезда Московской губернии. Племянник оружейника Петра Максимовича Горюнова.
В 1930—1934 годы работал учеником слесаря и слесарем на машиностроительном заводе в Коломне.
В 1934 году, переехав в Ковров, поступил на завод им. Киркижа слесарем-отладчиком в бюро новых конструкций.
В 1940 году назначен на должность конструктора отдела главного конструктора. Один из участников создания пулемёта СГ-43.
После войны — старший мастер ОКБ-2. С 1950 по 1982 годы — начальник отделения, начальник цеха, заместитель начальника опытного производства КБ «Арматура».
С 1982 года на пенсии.

## Награды и звания
- Сталинская премия первой степени (1946 год) — за создание станкового пулемёта, получившего широкое применение на фронте.[1]
- Орден Трудового Красного Знамени (1944);
- Медали.